# ياسوشي كيتا
ياسوشي كيتا (باليابانية: 喜多 靖) (25 أبريل 1978 في تاكاتسوكي في اليابان – )؛ هو لاعب كرة قدم ياباني سابق كان يلعب كمدافع.

## وصلات خارجية
- ياسوشي كيتا على موقع رابطة كرة القدم اليابانية للمحترفين (اليابانية)
- ياسوشي كيتا على موقع قاعدة بيانات كرة القدم.إي يو (الإنجليزية)
- ياسوشي كيتا على موقع Soccerway.com (الإنجليزية)
- ياسوشي كيتا على موقع عالم كرة القدم.نت (الإنجليزية)